# 西关街道 (西安市)
西关街道，是中华人民共和国陕西省西安市蓮湖區下辖的一个乡镇级行政单位。

## 行政区划
西关街道下辖以下地区：
西关正街社区、八家巷社区、八佳花园社区、解家村社区、丰庆路社区、草阳小区社区、民航社区、旭景名园社区、锦园社区、桃园社区、丰园小区社区、林业厅社区、建新社区、解家村新社区、西关村社区、东桃园社区、糜家桥社区和西桃园村。